# Лидделл, Алиса
Али́са Пле́зенс Ли́дделл (англ. Alice Pleasance Liddell; 4 мая 1852, Вестминстер, Лондон, Великобритания — 16 ноября 1934, Вестерхам, Кент, Великобритания) — прототип персонажа Алисы из книги Льюиса Кэрролла «Алиса в Стране чудес» (а также один из прототипов героини в книге «Алиса в Зазеркалье»).

## Биография
A boat beneath a sunny sky, 

Lingering onward dreamily

In an evening of July —
Children three that nestle near,

Eager eye and willing ear,

Pleased a simple tale to hear —
Long has paled that sunny sky:

Echoes fade and memories die.

Autumn frosts have slain July.
Still she haunts me, phantomwise,

Alice moving under skies

Never seen by waking eyes.
Children yet, the tale to hear,

Eager eye and willing ear,

Lovingly shall nestle near.
In a Wonderland they lie,

Dreaming as the days go by,

Dreaming as the summers die:
Ever drifting down the stream — 

Lingering in the golden gleam — 

Life, what is it but a dream?
Ах, какой был яркий день!

Лодка, солнце, блеск и тень,

И везде цвела сирень.
Сестры слушают рассказ,

А река уносит нас.

Плеск волны, сиянье глаз.
Летний день, увы, далёк.

Эхо смолкло. Свет поблёк.

Зимний ветер так жесток.
Но из глубины времён

Светлый возникает сон,

Легкий выплывает чёлн.
И опять я сердцем с ней —

Девочкой ушедших дней,

Давней радостью моей.
Если мир подлунный сам

Лишь во сне явился нам.

Люди, как не верить снам?
Алиса Лидделл была четвёртым ребёнком Генри Лидделла (6 февраля 1811 — 18 января 1898) — филолога-классика, декана одного из колледжей в Оксфорде и соавтора знаменитого греческого словаря «Лидделл-Скотт», — и его жены Лорины Ханны Лидделл (урождённой Рив) (3 марта 1826 — 25 июня 1910). Родители долго выбирали имя для малышки. Вариантов было два: Алиса или Марина. Родители посчитали первый из этих вариантов более подходящим.
У Алисы были два старших брата — Эдвард Гарри (6 сентября 1847 — 14 июня 1911) и Джеймс Артур Чарльз (28 декабря 1850 — 27 ноября 1853, умер от скарлатины), — и старшая сестра Лорина Шарлотта (11 мая 1849 — 29 октября 1930). После Алисы у Генри и Лорины Ханны родилось ещё шесть детей:
- Эдит Мэри (1854 — 26 июня 1876);
- Рода Каролина Энн (1859 — 19 мая 1949);
- Альберт Эдвард Артур (1863 — 28 мая 1863);
- Вайолет Констанция (10 марта 1864 — 9 декабря 1927);
- Фрэдерик Фрэнсис (7 июня 1865 — 19 марта 1950);
- Лайонел Чарльз (22 мая 1868 — 21 марта 1942).

Алиса была очень близка с Эдит и Фредериком. После рождения Алисы её отец, который до этого был директором Школы Уэстминстер, был назначен на пост декана колледжа Крайст-черч, и в 1856 году семейство Лидделл переехало в Оксфорд. Вскоре Алиса встретила Чарльза Латуиджа Доджсона, который столкнулся с её семьёй 25 апреля 1856 года, когда фотографировал собор. Он стал близким другом семьи в последующие годы.
Алиса росла в основном в обществе Лорины и Эдит. По праздникам вместе со всей семьёй они отдыхали на западном побережье северного Уэльса в загородном доме «Пенморфа» (ныне - отель «Гогарт-Эбби») на Западном Побережье Лландидно в Северном Уэльсе.
У отца Алисы учились многие замечательные художники, он был другом королевской семьи. Отрочество и юность Алисы совпали с расцветом творчества прерафаэлитов (предшественников модерна). Она занималась рисованием, а уроки живописи ей давал Джон Рёскин, знаменитый художник и наиболее влиятельный английский художественный критик XIX века. Рёскин находил у неё большие способности, она сделала несколько копий его картин, а также картин его друга Уильяма Тёрнера, великого английского живописца. Позже Алиса позировала Джулии Маргарет Камерон — фотохудожнику, тоже близкой к прерафаэлитам, чьё творчество относят к золотому веку английской фотографии.
По некоторым данным, мистер Доджсон обращался к родителям Алисы с просьбой позволить ему просить её руки, когда она повзрослеет. Однако точных данных об этом нет. Вполне возможно, что это часть «мифа Льюиса Кэрролла и Алисы», возникшего позднее.
Известен также другой «миф»: в юношеских годах Алиса вместе с сёстрами отправилась путешествовать по Европе и в этой поездке они встретились с принцем Леопольдом, младшим сыном королевы Виктории, когда он жил в Крайст-Чёрч. Согласно «мифу», Леопольд влюбился в Алису, но доказательства этого факта маловесомы. Факт, что сёстры Лидделл с ним встречались — реален, но современные биографы Леопольда считают, что есть большая вероятность того, что он был увлечён её сестрой Эдит (хотя свою первую дочь Леопольд назвал Алисой). Во всяком случае, Леопольд был в числе носильщиков гроба с телом Эдит на её похоронах 30 июня 1876 года (она умерла 26 июня — по разным сведениям, от кори или перитонита).
15 сентября 1880 года в Вестминстерском аббатстве Алиса вышла замуж за крикетиста Реджинальда Харгривса (13 октября 1852 — 13 февраля 1926), который был учеником доктора Доджсона. От него она родила трёх сыновей — Алана Ниветона Харгривса (25 октября 1881 — 9 мая 1915), Леопольда Реджинальда «Рекса» Харгривса (январь 1883 — 25 сентября 1916) и Кэрила Лидделла Харгривса (1887 — 26 ноября 1955 года) (ходит версия, что его назвали в честь Кэрролла, однако Лидделлы это отрицали). Алан и Леопольд погибли в Первой мировой войне во время боёв во Франции: Алан погиб на поле боя и был похоронен во Флербе, Реджинальд умер от ранений и был похоронен в Жильмоне. В замужестве Алиса была обычной домохозяйкой и стала первым президентом Женского института при деревне Эмери-Дон.
Последний раз она встретилась с Чарльзом Доджсоном в 1891 году, когда вместе с сёстрами навестила его в Оксфорде.
После смерти тело Алисы было кремировано в крематории Голдерс-Грин и прах был захоронен на кладбище у церкви Собора Святого Михаила и Всех ангелов в Линдхёрсте в Гэмпшире.

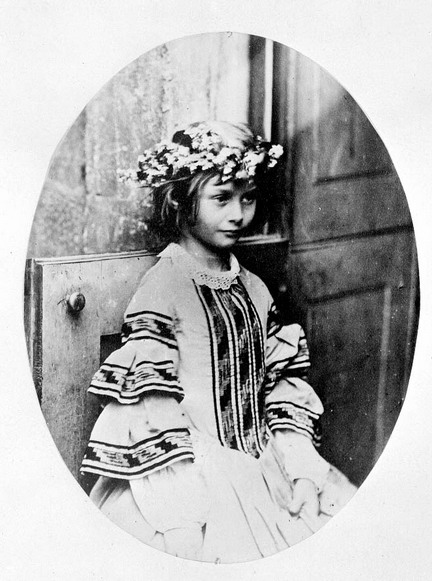
Восьмилетняя Алиса Лидделл в образе королевы мая (1860). Фотограф Льюис Кэрролл
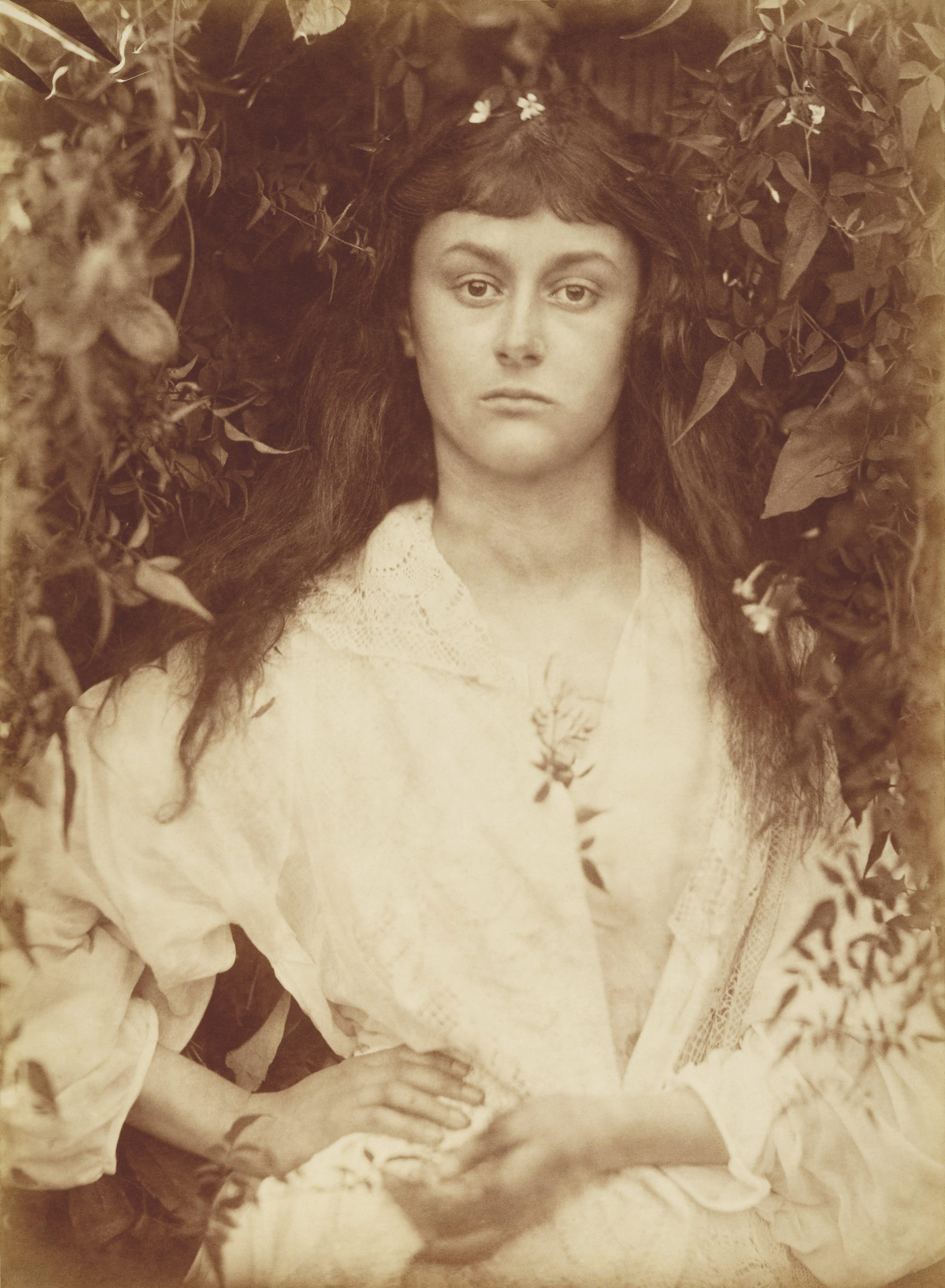
Алиса Лидделл в возрасте двадцати лет (1872). Фотограф Джулия Маргарет Камерон
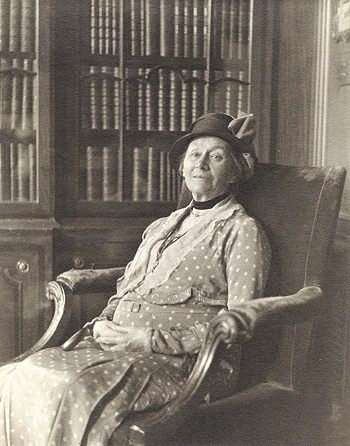
Алиса Харгривс в возрасте восьмидесяти лет (1932). Фотограф У. Каулборн Браун

## Создание «Алисы в Стране чудес»
4 июля 1862 года на лодочной прогулке Алиса Лидделл попросила своего друга Чарльза Доджсона сочинить историю для неё и её сестёр Эдит и Лорины. Доджсон, которому и раньше приходилось рассказывать детям Лидделла сказки, придумывая события и персонажей на ходу, с готовностью согласился. На этот раз он поведал сёстрам о приключениях маленькой девочки в Подземной Стране, куда она попала, провалившись в нору Белого Кролика. Главная героиня очень напоминала Алису (и не только именем), а некоторые второстепенные персонажи — её сестёр Лорину и Эдит. История так понравилась Алисе Лидделл, что она попросила рассказчика записать её. Доджсон обещал, но все равно напоминать пришлось несколько раз. Наконец он выполнил просьбу Алисы и подарил ей манускрипт, который назывался «Приключения Алисы под землёй». Позже автор решил переписать книгу. Для этого весной 1863 года он отправил её на рецензию своему другу Джорджу Макдональду. Также в книгу были добавлены новые детали и иллюстрации Джона Тениела (John Tenniel). Новую версию книги Доджсон преподнёс своей любимице на Рождество 1863 года. В 1865 году Доджсон опубликовал книгу «Приключения Алисы в Стране чудес» под псевдонимом Льюис Кэрролл. Вторая книга — «Алиса в Зазеркалье» — вышла шестью годами позже, в 1871 году. Обе сказки, которым уже значительно больше ста лет, популярны и поныне.
После смерти её мужа в 1926 году Алиса, чтобы оплатить коммунальные счета своего дома, выставила на аукцион подаренный ей Доджсоном рукописный экземпляр «Приключений Алисы под землёй» (изначальное название сказки). Аукцион «Сотбис» оценил её стоимость в 15 400 фунтов и в конечном итоге на столетие со дня рождения Доджсона в Колумбийском университете она была продана одному из основателей фирмы по производству грампластинок Victor Talking Machine Company Элдриджу Р. Джонсону (восьмидесятилетняя Алиса лично присутствовала на этой церемонии). После смерти Джонсона книга была куплена консорциумом американских библиофилов. Сегодня рукопись хранится в Британской библиотеке.